# Russie aux Jeux olympiques d'été de 2008
La Russie a participé aux Jeux olympiques d'été de 2008 à Pékin.

## Liste des médaillés russes

### Médailles d'or
| Sport                 | Discipline                        | Sportifs | Performance                               |
| Médailles d'or : 24   |                                   | |                                           |
| Athlétisme            | 20 km marche (H)                  | Valeriy Borchin | 1 h 19 min 01 s                           |
| Athlétisme            | 20 km marche (F)                  | Olga Kaniskina | 1 h 26 min 31 s (RO)                      |
| Athlétisme            | 3 000 m steeple (F)               | Gulnara Galkina-Samitova | 8 min 58 s 81 (RM)                        |
| Athlétisme            | Saut à la perche (F)              | Yelena Isinbayeva | 5,05 m (RM)                               |
| Athlétisme            | Saut en hauteur (H)               | Andrey Silnov | 2,36 m                                    |
| Athlétisme            | Relais 4 × 100 m (F)              | Yevgeniya Polyakova Aleksandra Fedoriva Yuliya Gushchina Yuliya Chermoshanskaya                                                                           | 42 s 31 Disqualifiées en 2016 pour dopage |
| Boxe                  | 60 kg (poids légers) (H)          | Alexey Tishchenko |                                           |
| Boxe                  | 91 kg (poids lourd) (H)           | Rakhim Chakhkiev |                                           |
| Canoë                 | 500 m canoë monoplace C1 (H)      | Maxim Opalev |                                           |
| Escrime               | Fleuret par équipes (F)           | Svetlana Boiko Aida Chanaeva Eugyenia Lamonova Viktoria Nikichina                                                                                         |                                           |
| Gymnastique rythmique | Concours général d'ensemble       | Margarita Aliychuk Anna Gavrilenko Tatiana Gorbunova Elena Posevina Daria Shkurikhina Natalia Zueva                                                       |                                           |
| Gymnastique rythmique | Concours général individuel       | Evguenia Kanaïeva |                                           |
| Lutte                 | Gréco-romaine, Moins de 55 kg (H) | Nazyr Mankiev |                                           |
| Lutte                 | Gréco-romaine, Moins de 60 kg (H) | Islam-Beka Albiev |                                           |
| Lutte                 | Gréco-romaine, Moins de 96 kg (H) | Aslanbek Khouchtov |                                           |
| Lutte                 | Libre, Moins de 60 kg (H)         | Mavlet Batirov |                                           |
| Lutte                 | Libre, Moins de 74 kg (H)         | Buvaisar Saitiev |                                           |
| Lutte                 | Libre, Moins de 96 kg (H)         | Shirvani Muradov |                                           |
| Lutte                 | Libre, Moins de 120 kg (H)        | Bakhtiyar Akhmedov |                                           |
| Haltérophilie         | Moins de 69 kg (F)                | Oxana Slivenko | 255 kg                                    |
| Natation              | Marathon 10 km (F)                | Larisa Ilchenko |                                           |
| Natation synchronisée | Duo                               | Anastasia Davydova Anastasia Ermakova |                                           |
| Natation synchronisée | Epreuve par équipe                | Anastasia Davydova Anastasia Ermakova Maria Gromova Natalia Ishchenko Elvira Khasyanova Olga Kuzhela Svetlana Romashina Anna Shorina Ielena Ovtchinnikova |                                           |
| Pentathlon moderne    | Pentathlon moderne (H)            | Andrey Moiseev |                                           |
| Tennis                | Simple (F)                        | Elena Dementieva |                                           |

### Médailles d'argent
| Sport                   | Discipline                                   | Sportifs | Performance        |
| Médailles d'argent : 13 |                                              | |                    |
| Athlétisme              | Saut à la perche (M)                         | Evgeniy Lukyanenko | 5,85 m             |
| Canoë                   | 500 m canoë biplace C2 (H)                   | Sergey Ulegin Alexander Kostoglod |                    |
| Haltérophilie           | Moins de 105 kg (H)                          | Dmitriy Klokov |                    |
| Haltérophilie           | Plus de 105 kg (H)                           | Evgeny Chigishev |                    |
| Handball                | Femmes                                       | Ekaterina Andriouchina Irina Bliznova Elena Dmitrieva Anna Kareïeva Ekaterina Marennikova Elena Polenova Irina Poltoratskaïa Lioudmila Postnova Oksana Romenskaïa Natalia Chipilova Maria Sidorova Inna Souslina Emilia Toureï Iana Ouskova |                    |
| Lutte                   | Lutte libre, Moins de 63 kg (F)              | Alyona Kartashova |                    |
| Natation                | Relais 4 × 200 m nage libre (H)              | Nikita Lobintsev Evgeny Lagunov Danila Izotov Alexander Sukhorukov | 7 min 03 s 70 (RE) |
| Plongeon                | Plongeon synchronisé Tremplin à 3 mètres (F) | Julia Pakhalina Anastasia Pozdnyakova | 323,61 pts         |
| Plongeon                | Plongeon synchronisé Tremplin à 3 mètres (H) | Dmitry Sautin Yuriy Kunakov | 421,98 pts         |
| Plongeon                | Plongeon à 3 mètres (F)                      | Yuliya Pakhalina |                    |
| Tennis                  | Simple (F)                                   | Dinara Safina |                    |
| Tir                     | Carabine 10 m air comprimé (F)               | Lioubov Galkina | 103,1 pts          |
| Tir                     | Pistolet 10 m air comprimé (F)               | Natalia Paderina | 489,1 pts          |

### Médailles de bronze
| Sport                    | Discipline                             | Sportifs | Performance     |
| Médailles de bronze : 23 |                                        | |                 |
| Athlétisme               | 50 km marche (H)                       | Denis Nizhegorodov | 3 h 40 min 14 s |
| Athlétisme               | Saut à la perche (F)                   | Svetlana Feofanova | 4,75 m          |
| Athlétisme               | Saut en hauteur (H)                    | Yaroslav Rybakov | 2,34 m          |
| Athlétisme               | 3000 m steeple (F)                     | Tatyana Petrova | 9 min 12 s 33   |
| Basket-ball              | Femmes                                 | Marina Kuzina Oxana Rakhmatulina Natalia Vodopyanova Rebekka Hammon Marina Karpunina Tatiana Chtchogoleva Ilona Korstine Maria Stepanova Ekaterina Lisina Irina Sokolovskaya Svetlana Abrosimova Irina Osipova |                 |
| Boxe                     | 51 kg (poids mouche) (H)               | Georgiy Balakshin |                 |
| Canoë                    | Canoë biplace C2 (H)                   | Mikhaïl Kouznetsov Dmitry Larionov |                 |
| Cyclisme sur piste       | Américaine (H)                         | Mikhail Ignatiev Alexei Markov |                 |
| Cyclisme sur route       | Course en ligne (H)                    | Alexandr Kolobnev |                 |
| Gymnastique artistique   | Exercices au sol (H)                   | Anton Golotsutskov |                 |
| Gymnastique artistique   | Saut de cheval (H)                     | Anton Golotsutskov |                 |
| Lutte libre              | Moins de 55 kg (H)                     | Besik Kudukhov |                 |
| Lutte libre              | Moins de 84 kg (H)                     | Georgy Ketoev |                 |
| Natation                 | 100 m dos (H)                          | Arkady Vyatchanin | 53 s 18         |
| Natation                 | 200 m dos (H)                          | Arkady Vyatchanin |                 |
| Plongeon                 | Plongeon synchronisé Haut-vol 10 m (H) | Dimitri Dobroskok Gleb Galperine | 445,26 pts      |
| Plongeon                 | Haut-vol 10 m (H)                      | Gleb Galperine |                 |
| Tennis                   | Simple (F)                             | Vera Zvonareva |                 |
| Tir                      | Trap (H)                               | Alexey Alipov | 142 pts         |
| Tir                      | 50 m pistolet (H)                      | Vladimir Isakov |                 |
| Tir à l'arc              | Épreuve individuelle (H)               | Bair Badenov |                 |
| Volley-ball              | Hommes                                 | Sergey Grankin Yury Berezhko Alexey Ostapenko Semen Poltavsky Maxim Mikhaylov Alexander Volkov Alexander Korneev Alexey Verbov Vadim Khamuttskikh Sergey Tetyukhin Alexander Kosarev Alexey Kuleshov           |                 |
| VTT                      | Cross country                          | Irina Kalentieva |                 |

## Qualifications

### Athlétisme
Les athlètes Yelena Soboleva, Tatyana Tomashova, Yuliya Fomenko, Darya Pishchalnikova, Gulfiya Khanafeyeva ont été provisoirement suspendues par l'IAAF en raison de fraude sur les prélèvements d'urines
| Hommes - 100 m: Andrey Yepishin - 200 m: Roman Smirnov - 400 m: Denis Alekseyev, Maksim Dyldin - 800 m: Yuriy Borzakovskiy, Dmitriy Bogdanov - 1500 m: Vyacheslav Shabunin - 10000 m: Sergey Ivanov - relais 4×400 m: Denis Alekseyev, Maksim Dyldin, Anton Kokorin, Vladislav Frolov, Ivan Buzolin, Konstantin Svechkar - 110 m haies: Evgeniy Borisov, Igor Peremota - 400 m haies: Aleksandr Derevyagin - 3000 m steeplechase: Ildar Minshin, Roman Usov, Pavel Potapovich - Marathon: Aleksey Sokolov, Georgiy Andreyev, Oleg Kulkov - saut en longueur: Vladimir Malyavin - Triple saut: Danil Burkenya, Aleksandr Petrenko, Igor Spasovkhodskiy - Saut en hauteur: Yaroslav Rybakov, Vyacheslav Voronin, Andrey Tereshin, Andrey Silnov - Saut à la perche: Evgeniy Lukyanenko, Dmitry Starodubtsev, Igor Pavlov - Lancer du poids: Ivan Yushkov, Pavel Sofin, Anton Luboslavskiy - Javelot: Sergey Makarov, Ilya Korotkov, Alexandr Ivanov - Lancer du disque: Bogdan Pishchalnikov - Marteau: Kirill Ikonnikov, Igor Vinichenko - Décathlon: Aleksey Sysoyev, Aleksandr Pogorelov, Aleksey Drozdov - 20 km marche: Valeriy Borchin, Ilya Markov, Sergey Morozov - 50 km marche: Denis Nizhegorodov, Sergey Kirdyapkin, Igor Erokhin | Femmes - 100 m: Yevgeniya Polyakova - 200 m: Aleksandra Fedoriva, Yuliya Chermoshanskaya, Natalya Rusakova - 400 m: Yuliya Gushchina, Anastasiya Kapachinskaya, Tatyana Firova - 800 m: Yelena Soboleva, Tatyana Andrianova, Svetlana Klyuka - 1500 m: Yelena Soboleva, Tatyana Tomashova, Yuliya Fomenko - 5000 m: Liliya Shobukhova, Gulnara Samitova-Galkina, Yelena Zadorozhnaya - 10000 m: Inga Abitova, Mariya Konovalova, Tatiana Aryasova - relais 4×100 m: Yevgeniya Polyakova, Aleksandra Fedoriva, Yuliya Chermoshanskaya, Natalya Rusakova, Yuliya Gushchina, Natalya Murinovich - relais 4×400 m : Yuliya Gushchina, Anastasiya Kapachinskaya, Tatyana Firova, Yelena Migunova, Lyudmila Litvinova, Tatyana Veshkurova - 110 m haies: Yuliya Kondakova, Tatiana Degtyareva - 400 m haies: Yekaterina Bikert, Irina Obedina, Anastasia Ott - 3000 m steeple: Gulnara Samitova-Galkina, Tatyana Petrova, Yekaterina Volkova - Marathon: Galina Bogomolova, Irina Timofeyeva, Svetlana Zakharova - Saut en longueur: Tatyana Lebedeva, Tatyana Kotova, Oksana Udmurtova - Triple saut: Tatyana Lebedeva, Anna Pyatykh, Viktoriya Gurova - Saut en hauteur: Anna Chicherova, Yelena Slesarenko, Svetlana Shkolina - Saut à la perche: Svetlana Feofanova, Yuliya Golubchikova, Yelena Isinbayeva - Lancer du poids: Irina Khudoroshkina, Olga Ivanova, Anna Omarova - Javelot: Mariya Abakumova, Mariya Yakovenko - Lancer du disque: Natalya Sadova, Darya Pishchalnikova, Svetlana Saykina - Marteau: Gulfiya Khanafeyeva, Yelena Konevtseva, Anna Bulgakova - Heptathlon: Tatyana Chernova, Anna Bogdanova, Olga Kurban - 20 km marche: Olga Kaniskina, Tatyana Sibileva, Tatyana Kalmykova |

#### Hommes
| Épreuve           | Athlète              | Séries      | Séries | Quarts de finale | Quarts de finale | Demi-finales | Demi-finales | Finale       | Finale             |
| Épreuve           | Athlète              | Résultat    | Rang   | Résultat         | Rang             | Résultat     | Rang         | Résultat     | Rang               |
| ----------------- | -------------------- | ----------- | ------ | ---------------- | ---------------- | ------------ | ------------ | ------------ | ------------------ |
| 100 mètres        | Andrey Yepishin      | 10.34       | 2e Q   | 10.25            | 6e               | -            | -            | -            | -                  |
| 200 mètres        | Roman Smirnov        | 20.76       | 1er Q  | 20.62            | 6e               |              |              |              |                    |
| 400 mètres        | Maksim Dyldin        | 46.03       | 5e     | -                | -                | -            | -            | -            | -                  |
| 400 mètres        | Denis Alekseyev      | 45.52       | 5e     | -                | -                | -            | -            | -            | -                  |
| 800 mètres        | Dmitriy Bogdanov     | 1min 47.49  | 3e     | -                | -                | -            | -            | -            | -                  |
| 800 mètres        | Yuriy Borzakovskiy   | 1min 45.15  | 2e Q   | NC               | NC               | 1min 46.53   | 3e           | -            | -                  |
| 1 500 mètres      | Vyacheslav Shabunin  | 3 min 42.53 | 11e    | -                | -                | -            | -            | -            | -                  |
| 10 000 mètres     | Sergueï Ivanov       | NC          | NC     | NC               | NC               | NC           | NC           | 28 min 34.72 | 30e                |
| 110 mètres haies  | Evgeniy Borisov      | 13.90       | 5e     | -                | -                | -            | -            | -            | -                  |
| 110 mètres haies  | Igor Peremota        | 13.59       | 2e Q   | 13.70            | 7e               | -            | -            | -            | -                  |
| 400 mètres haies  | Aleksandr Derevyagin | 49.19       | 5e Q   | NC               | NC               | 49.23        | 6e           | -            | -                  |
| 3000m steeple     | Pavel Potapovich     | 8 min 36.29 | 10e    | -                | -                | -            | -            | -            | -                  |
| 3000m steeple     | Ildar Minshin        | 8 min 26.85 | 6e     | -                | -                | -            | -            | -            | -                  |
| 20 km marche      | Ilya Markov          | NC          | NC     | NC               | NC               | NC           | NC           | 1h 22 min 02 | 17e                |
| 20 km marche      | Valeriy Borchin      | NC          | NC     | NC               | NC               | NC           | NC           | 1h 19 min 01 | Médaille d'or      |
| 50 km marche      | Igor Erokhin         | NC          | NC     | NC               | NC               | NC           | NC           | DNF          | /                  |
| 50 km marche      | Sergey Kirdyapkin    | NC          | NC     | NC               | NC               | NC           | NC           | DNF          | /                  |
| 50 km marche      | Denis Nizhegorodov   | NC          | NC     | NC               | NC               | NC           | NC           | 3h 40 min 14 | Médaille de bronze |
| Saut en longueur  | Vladimir Malyavin    | 7,35m       | 20e    | -                | -                | -            | -            | -            | -                  |
| Triple saut       | Daniil Burkenya      | 16,69m      | 10e    | -                | -                | -            | -            | -            | -                  |
| Triple saut       | Aleksandr Petrenko   | 16,97m      | 8e     | -                | -                | -            | -            | -            | -                  |
| Triple saut       | Igor Spasovkhodskiy  | 17,23m      | 4e Q   | NC               | NC               | NC           | NC           | 16,79m       | 9e                 |
| Saut en hauteur   | Vyacheslav Voronin   | 2,25m       | 8e     | -                | -                | -            | -            | -            | -                  |
| Saut en hauteur   | Yaroslav Rybakov     | 2,25m       | 5e Q   | NC               | NC               | NC           | NC           | 2,34m        | Médaille de bronze |
| Saut en hauteur   | Andrey Silnov        | 2,29m       | 3e Q   | NC               | NC               | NC           | NC           | 2,36m        | Médaille d'or      |
| Saut à la perche  | Igor Pavlov          | 5,65m       | 1er Q  | NC               | NC               | NC           | NC           | 5,60m        | 8e                 |
| Saut à la perche  | Dmitriy Starodubtsev | 5,65m       | 7e Q   | NC               | NC               | NC           | NC           | 5,70m        | 4e                 |
| Saut à la perche  | Evgeniy Lukyanenko   | 5,65m       | 1er Q  | NC               | NC               | NC           | NC           | 5,85m        | Médaille d'argent  |
| Lancer du poids   | Anton Luboslavskiy   | 19,87m      | 9e     | -                | -                | -            | -            | -            | -                  |
| Lancer du poids   | Ivan Yushkov         | 20,02m      | 6e Q   | NC               | NC               | NC           | NC           | DSQ          | /                  |
| Lancer du poids   | Pavel Sofin          | 20,29m      | 5e Q   | NC               | NC               | NC           | NC           | 20,42m       | 7e                 |
| Lancer du disque  | Bogdan Pishchalnikov | 64,60m      | 3e Q   | NC               | NC               | NC           | NC           | 65,88m       | 6e                 |
| Lancer du marteau | Igor Vinichenko      | 72,05m      | 12e    | -                | -                | -            | -            | -            | -                  |
| Lancer du marteau | Kirill Ikonnikov     | 72,33m      | 10e    | -                | -                | -            | -            | -            | -                  |
| Lancer du javelot | Aleksandr Ivanov     | 79,27m      | 7e     | -                | -                | -            | -            | -            | -                  |
| Lancer du javelot | Sergey Makarov       | 72,47m      | 14e    | -                | -                | -            | -            | -            | -                  |
| Lancer du javelot | Ilya Korotkov        | 83,33m      | 2e Q   | NC               | NC               | NC           | NC           | 83,15m       | 7e                 |
| Décathlon         | Alexey Sysoev        | NC          | NC     | NC               | NC               | NC           | NC           | Abandon      | /                  |
| Décathlon         | Aleksey Drozdov      | NC          | NC     | NC               | NC               | NC           | NC           | 8154 PTS     | 12e                |
| Décathlon         | Aleksandr Pogorelov  | NC          | NC     | NC               | NC               | NC           | NC           | DSQ          | /                  |

#### Femmes
| Épreuve               | Athlète                    | Séries       | Séries | Quarts de finale | Quarts de finale | Demi-finales | Demi-finales | Finale       | Finale             |
| Épreuve               | Athlète                    | Résultat     | Rang   | Résultat         | Rang             | Résultat     | Rang         | Résultat     | Rang               |
| --------------------- | -------------------------- | ------------ | ------ | ---------------- | ---------------- | ------------ | ------------ | ------------ | ------------------ |
| 100 mètres            | Natalia Rusakova           | 11.61        | 5e Q   | 11.49            | 6e               | -            | -            | -            | -                  |
| 100 mètres            | Natalia Murinovich         | 11.55        | 5e Q   | 11.51            | 7e               | -            | -            | -            | -                  |
| 100 mètres            | Yevgenia Polyakova         | 11.24        | 1er Q  | 11.13            | 2e Q             | 11.38        | 7e           | -            | -                  |
| 200 mètres            | Natalia Rusakova           | 23.21        | 3e Q   | 23.28            | 6e               | -            | -            | -            | -                  |
| 200 mètres            | Aleksandra Fedoriva-Spayer | 23.29        | 4e Q   | 23.04            | 5e Q             | 23.22        | 8e           | -            | -                  |
| 200 mètres            | Yuliya Chermoshanskaya     | 22.98        | 4e Q   | 22.63            | 1er Q            | 22.57        | 5e           | -            | -                  |
| 400 mètres            | Yuliya Gushchina           | 51.18        | 2e Q   | NC               | NC               | 50.48        | 1er Q        | 50.01        | 4e                 |
| 400 mètres            | Anastasiya Kapachinskaya   | 51.32        | 1er Q  | NC               | NC               | 50.30        | 2e Q         | 50.03        | 5e                 |
| 400 mètres            | Tatyana Firova             | 50.59        | 2e Q   | NC               | NC               | 50.31        | 3e Q         | DSQ          | /                  |
| 800 mètres            | Yekaterina Kostetskaya     | 2 min 00.54  | 3e Q   | NC               | NC               | 1 min 58.33  | 3e           | -            | -                  |
| 800 mètres            | Svetlana Klyuka            | 2 min 01.67  | 1er Q  | NC               | NC               | 1 min 58.31  | 1er Q        | 1 min 56.94  | 4e                 |
| 800 mètres            | Tatyana Andrianova         | 2 min 00.31  | 2e Q   | NC               | NC               | 1 min 58.16  | 3e Q         | 2 min 02.63  | 8e                 |
| 1500 mètres           | Anna Alminova              | 4 min 04.66  | 5e Q   | NC               | NC               | NC           | NC           | 4 min 06.99  | 11e                |
| 5 000 mètres          | Yelena Zadorozhnaya        | DNF          | /      | -                | -                | -            | -            | -            | -                  |
| 5 000 mètres          | Liliya Shobukhova          | 14 min 57.77 | 3e Q   | NC               | NC               | NC           | NC           | 15 min 46.62 | 6e                 |
| 5 000 mètres          | Gulnara Samitova-Galkina   | 15 min 11.46 | 5e Q   | NC               | NC               | NC           | NC           | 15 min 56.97 | 12e                |
| 10 000 mètres         | Tatyana Khmeleva-Aryasova  | NC           | NC     | NC               | NC               | NC           | NC           | 31 min 45.57 | 19e                |
| 10 000 mètres         | Inga Abitova               | NC           | NC     | NC               | NC               | NC           | NC           | 30 min 37.33 | 6e                 |
| 10 000 mètres         | Mariya Konovalova          | NC           | NC     | NC               | NC               | NC           | NC           | 30 min 35.84 | 5e                 |
| Marathon              | Galina Bogomolova          | NC           | NC     | NC               | NC               | NC           | NC           | DNF          | /                  |
| Marathon              | Svetlana Zakharova         | NC           | NC     | NC               | NC               | NC           | NC           | 2h 32 min 16 | 22e                |
| Marathon              | Irina Timofeyeva           | NC           | NC     | NC               | NC               | NC           | NC           | 2h 27 min 31 | 7e                 |
| 100 mètres haies      | Tatyana Dektyareva         | 13.05        | 5e     | -                | -                | -            | -            | -            | -                  |
| 100 mètres haies      | Yuliya Kondakova           | 13.07        | 4e     | -                | -                | -            | -            | -            | -                  |
| 100 mètres haies      | Aleksandra Antonova        | 13.18        | 5e     | -                | -                | -            | -            | -            | -                  |
| 400 mètres haies      | Irina Obedina              | 55.71        | 2e Q   | NC               | NC               | 55.69        | 6e           | -            | -                  |
| 400 mètres haies      | Anastasia Ott              | 55.34        | 2e Q   | NC               | NC               | 54.74        | 6e           | -            | -                  |
| 400 mètres haies      | Yekaterina Bikert          | 55.15        | 1er Q  | NC               | NC               | 54.38        | 4e Q         | 54.96        | 6e                 |
| 3 000 mètres steeple  | Gulnara Samitova-Galkina   | 9 min 15.17  | 1er Q  | NC               | NC               | NC           | NC           | 8 min 58.81  | Médaille d'or      |
| 3 000 mètres steeple  | Yekaterina Volkova         | 9 min 23.06  | 3e Q   | NC               | NC               | NC           | NC           | DSQ          | /                  |
| 3 000 mètres steeple  | Tatyana Petrova            | 9 min 28.85  | 1er Q  | NC               | NC               | NC           | NC           | 9 min 12.33  | 4e                 |
| Relais 4 × 100 mètres | Yevgenia Polyakova         | 42.87        | 2e Q   | NC               | NC               | NC           | NC           | DSQ          | /                  |
| Relais 4 × 100 mètres | Aleksandra Fedoriva-Spayer | 42.87        | 2e Q   | NC               | NC               | NC           | NC           | DSQ          | /                  |
| Relais 4 × 100 mètres | Yuliya Gushchina           | 42.87        | 2e Q   | NC               | NC               | NC           | NC           | DSQ          | /                  |
| Relais 4 × 100 mètres | Yuliya Chermoshanskaya     | 42.87        | 2e Q   | NC               | NC               | NC           | NC           | DSQ          | /                  |
| Relais 4 × 400 mètres | Yuliya Gushchina           | 3 min 23.71  | 1er Q  | NC               | NC               | NC           | NC           | DSQ          | /                  |
| Relais 4 × 400 mètres | Lyudmila Litvinova         | 3 min 23.71  | 1er Q  | NC               | NC               | NC           | NC           | DSQ          | /                  |
| Relais 4 × 400 mètres | Tatyana Firova             | 3 min 23.71  | 1er Q  | NC               | NC               | NC           | NC           | DSQ          | /                  |
| Relais 4 × 400 mètres | Anastasiya Kapachinskaya   | 3 min 23.71  | 1er Q  | NC               | NC               | NC           | NC           | DSQ          | /                  |
| 20 km marche          | Tatyana Kalmykova          | NC           | NC     | NC               | NC               | NC           | NC           | DSQ          | /                  |
| 20 km marche          | Tatiana Sibileva           | NC           | NC     | NC               | NC               | NC           | NC           | 1h 28 min 28 | 11e                |
| 20 km marche          | Olga Kaniskina             | NC           | NC     | NC               | NC               | NC           | NC           | 1h 26 min 31 | Médaille d'or      |
| Saut en longueur      | Tatyana Kotova             | 6,57m        | 6e     | -                | -                | -            | -            | -            | -                  |
| Saut en longueur      | Oksana Udmurtova           | 6,63m        | 5e Q   | NC               | NC               | NC           | NC           | 6,70m        | 6e                 |
| Saut en longueur      | Tatyana Lebedeva           | 6,70m        | 2e Q   | NC               | NC               | NC           | NC           | DSQ          | /                  |
| Triple saut           | Viktoriya Gurova           | 14,78m       | 2e Q   | NC               | NC               | NC           | NC           | 14,77m       | 5e                 |
| Triple saut           | Tatyana Lebedeva           | 14,55m       | 2e Q   | NC               | NC               | NC           | NC           | DSQ          | /                  |
| Triple saut           | Anna Pyatykh               | 14,45m       | 4e Q   | NC               | NC               | NC           | NC           | DSQ          | /                  |
| Saut en hauteur       | Svetlana Shkolina          | 1,93m        | 3e Q   | NC               | NC               | NC           | NC           | 1,93m        | 11e                |
| Saut en hauteur       | Anna Chicherova            | 1,93m        | 5e Q   | NC               | NC               | NC           | NC           | DSQ          | /                  |
| Saut en hauteur       | Yelena Slesarenko          | 1,93m        | 9e Q   | NC               | NC               | NC           | NC           | DSQ          | /                  |
| Saut à la perche      | Yelena Isinbayeva          | 4,60m        | 1er Q  | NC               | NC               | NC           | NC           | 5,05m        | Médaille d'or      |
| Saut à la perche      | Svetlana Feofanova         | 4,50m        | 3e Q   | NC               | NC               | NC           | NC           | 4,75m        | Médaille de bronze |
| Saut à la perche      | Yuliya Golubchikova        | 4,50m        | 5e Q   | NC               | NC               | NC           | NC           | 4,75m        | 4e                 |
| Lancer du poids       | Irina Khudoroshkina        | 16,84m       | 11e    | -                | -                | -            | -            | -            | -                  |
| Lancer du poids       | Anna Omarova               | 18,74m       | 3e Q   | NC               | NC               | NC           | NC           | 19,08m       | 4e                 |
| Lancer du poids       | Olga Ivanova               | 18,46m       | 9e Q   | NC               | NC               | NC           | NC           | 18,44m       | 7e                 |
| Lancer du disque      | Natalya Sadova             | 58,11m       | 11e    | -                | -                | -            | -            | -            | -                  |
| Lancer du disque      | Svetlana Ivanova           | 59,48m       | 8e     | -                | -                | -            | -            | -            | -                  |
| Lancer du disque      | Oxana Esipchuk             | 55,07m       | 18e    | -                | -                | -            | -            | -            | -                  |
| Lancer du marteau     | Yelena Konevtseva          | 67,83m       | 13e    | -                | -                | -            | -            | -            | -                  |
| Lancer du marteau     | Anna Bulgakova             | 68,04m       | 12e    | -                | -                | -            | -            | -            | -                  |
| Lancer du marteau     | Yelena Priyma              | 70,69m       | 4e Q   | NC               | NC               | NC           | NC           | 69,72m       | 7e                 |
| Lancer du javelot     | Mariya Yakovenko           | 51,67m       | 22e    | -                | -                | -            | -            | -            | -                  |
| Lancer du javelot     | Mariya Abakumova           | 63,48m       | 3e Q   | NC               | NC               | NC           | NC           | DSQ          | /                  |
| Heptathlon            | Olga Kurban                | NC           | NC     | NC               | NC               | NC           | NC           | 6192pts      | 13e                |
| Heptathlon            | Anna Bogdanova             | NC           | NC     | NC               | NC               | NC           | NC           | 6465pts      | 6e                 |
| Heptathlon            | Tatyana Chernova           | NC           | NC     | NC               | NC               | NC           | NC           | 6591pts      | Médaille de bronze |

### Aviron
| Hommes - Deux de couple: Alexander Kornilov, Alexey Svirin - Quatre de couple: Sergey Fedorovtsev, Nikita Morgachev, Igor Salov, Nikolai Spinev | Femmes - Quatre de couple: Julia Kalinovskaya, Oxana Dorodnova, Yuliya Levina, Larisa Merk |

| Athlète(s)         | Compétition    | Série         | Série | Demi-finale   | Demi-finale | Finale                 | Finale |
| Athlète(s)         | Compétition    | Temps         | Rang  | Temps         | Rang        | Temps                  | Rang   |
| ------------------ | -------------- | ------------- | ----- | ------------- | ----------- | ---------------------- | ------ |
| Alexander Kornilov | Deux de couple | 6 min 44 s 46 | 4e    | 6 min 27 s 75 | 5e          | Finale B 6 min 49 s 84 | 5e     |
| Alekseï Svirine    | Deux de couple | 6 min 44 s 46 | 4e    | 6 min 27 s 75 | 5e          | Finale B 6 min 49 s 84 | 5e     |

| Athlète(s)                                                        | Compétition      | Série         | Série | Quart de finale | Quart de finale | Demi-finale   | Demi-finale | Finale | Finale |
| Athlète(s)                                                        | Compétition      | Temps         | Rang  | Temps           | Rang            | Temps         | Rang        | Temps  | Rang   |
| ----------------------------------------------------------------- | ---------------- | ------------- | ----- | --------------- | --------------- | ------------- | ----------- | ------ | ------ |
| Sergueï Fedorovtsev Nikita Morgatchiov Igor Salov Nikolaï Spiniov | Quatre de couple | 5 min 39 s 18 | 3e    | NC              | NC              | 5 min 59 s 56 | 5e          | -      | -      |

### Badminton
| Hommes - simple - Stanislav Pukhov | Femmes - simple - Ella Diehl |

#### Hommes
[modifier | modifier le code]
| Épreuve | Athlète          | 32éme de Finale | 16éme de Finale            | Huitième de Finale | Quarts de finale | Demi-finales | Finale/ 3e place |
| Épreuve | Athlète          | Résultats       | Résultat                   | Résultat           | Résultat         | Résultat     | Résultat         |
| ------- | ---------------- | --------------- | -------------------------- | ------------------ | ---------------- | ------------ | ---------------- |
| Simple  | Stanislav Pukhov | NC              | Navickas 0-2 (21/21-17/21) | -                  | -                | -            | -                |

### Basket-ball
L'équipe masculine s'est qualifée en remportant le titre de championne d'Europe lors du Championnat d'Europe 2007.
L'équipe féminine s'est qualifée en remportant le titre de championne d'Europe lors du Championnat d'Europe 2007.
| Hommes - Jon Robert Holden - Petr Samoylenko - Zakhar Pachoutine - Sergueï Bykov - Viktor Keirou - Vitaly Fridzon - Andreï Kirilenko - Nikita Morgounov - Sergueï Monya - Andreï Vorontsevitch - Alekseï Savrassenko - Sasha Kaun | Femmes - Becky Hammon - Oxana Rakhmatulina - Marina Karpunina - Ilona Korstine - Marina Kuzina - Maria Stepanova - Ekaterina Lisina - Irina Osipova - Tatiana Chtchogoleva - Irina Sokolovskaïa - Svetlana Abrosimova - Natalia Vodopyanova |

| Épreuve          | Phase de groupes    | Phase de groupes      | Phase de groupes       | Phase de groupes        | Phase de groupes        | Quart de Finale     | Demi-finale         | Finale / MB         | Rang |
| Épreuve          | Adversaire Résultat | Adversaire Résultat   | Adversaire Résultat    | Adversaire Résultat     | Adversaire Résultat     | Adversaire Résultat | Adversaire Résultat | Adversaire Résultat | Rang |
| ---------------- | ------------------- | --------------------- | ---------------------- | ----------------------- | ----------------------- | ------------------- | ------------------- | ------------------- | ---- |
| Tournoi masculin | Iran Victoire 71-49 | Croatie Défaite 78-85 | Lituanie Défaite 79-86 | Australie Défaite 80-95 | Argentine Défaite 79-91 | -                   | -                   | -                   | 9e   |

### Boxe
| Hommes - - de 48 kg: David Ayrapetyan - 48 - 51 kg: Georgiy Balakshin - 51 - 54 kg: Sergey Vodopyanov - 54 - 57 kg: Albert Selimov - 57 - 60 kg: Alexey Tishchenko - 60 - 64 kg: Gennady Kovalev (de) - 64 - 69 kg: Andrey Balanov - 69 - 75 kg: Matvey Korobov - 75 - 81 kg: Artur Beterbiyev - 81 - 91 kg: Rakhim Chakhkiev - + de 91 kg: Islam Timurziev |

| Athlète            | Catégorie                  | 16e de finale            | 8e de finale              | Quart de finale       | Demi-finale             | Finale              |
| Athlète            | Catégorie                  | Adversaire Résultat      | Adversaire Résultat       | Adversaire Résultat   | Adversaire Résultat     | Adversaire Résultat |
| ------------------ | -------------------------- | ------------------------ | ------------------------- | --------------------- | ----------------------- | ------------------- |
| David Ayrapetyan   | Poids mi-mouches (-48kg)   | Chigayev Défaite 11-13   | -                         | -                     | -                       | -                   |
| Georgiy Balakshin  | Poids mouches (-51Kg)      | NC                       | Sarsenbayev Victoire 12-4 | Kumar Victoire 15-11  | Laffita Défaite 8-9     | -                   |
| Sergey Vodopyanov  | Poids coqs (-54Kg)         | Arroyo Victoire 10-5     | Kumar Défaite 9-9+        | -                     | -                       | -                   |
| Albert Selimov     | Poids plumes (-57Kg)       | LomachenkoDéfaite 7-14   | -                         | -                     | -                       | -                   |
| Aleksey Tishchenko | Poids légers (-60Kg)       | Nejmaoui Victoire 10-2   | Little Victoire 11-3      | Perez Victoire 13-5   | Javakhyan Victoire 10-5 | Sow Victoire 11-9   |
| Gennadiy Kovalev   | Poids super-légers (-64Kg) | Tusunqiong Victoire 15-8 | Colin Victoire 11-2       | Iglesias Défaite 2-5  | -                       | -                   |
| Andrey Balanov     | Poids welters (-69Kg)      | Kasuto Victoire 8-5      | Andrade Défaite 3-14      | -                     | -                       | -                   |
| Matvey Korobov     | Poids moyens (-75Kg)       | Terbunja Victoire 18-6   | Artayev Défaite 7-10      | -                     | -                       | -                   |
| Artur Beterbiyev   | Poids mi-lourds (-81Kg)    | Katende Victoire 15-3    | Xiaoping Défaite 2-8      | -                     | -                       | -                   |
| Rakhim Chakhkiev   | Poids lourds (-91Kg)       | NC                       | Mazaheri Victoire 7-3     | M'Bumba Victoire 18-9 | Acosta Victoire 10-5    | Russo Victoire 4-2  |
| Islam Timurziev    | Poids super-lourds (+91Kg) | NC                       | Price Défaite RSC 2       | -                     | -                       | -                   |

### Canoë-Kayak
| Hommes - C-1 : Aleksander Lipatov - C-2 : Mikhaïl Kouznetsov, Dmitry Larionov | Femmes - K-1 : Aleksandra Perova |

| Athlète            | Compétition | Éliminatoires | Éliminatoires | Demi-finales | Demi-finales | Finale A   | Finale A           |
| Athlète            | Compétition | Temps         | Rang          | Temps        | Rang         | Temps      | Rang               |
| ------------------ | ----------- | ------------- | ------------- | ------------ | ------------ | ---------- | ------------------ |
| Alexander Lipatov  | C1          | 178.16 pts    | 9e            | 94.16 pts    | 10e          | -          | -                  |
| Mikhaïl Kouznetsov | C2          | 196.08 pts    | 6e            | 95.87 pts    | 4e           | 197.37 pts | Médaille de bronze |
| Dmitri Larionov    | C2          | 196.08 pts    | 6e            | 95.87 pts    | 4e           | 197.37 pts | Médaille de bronze |

#### Course en ligne
| Hommes - K-1 500 m : Anton Ryahov - K-1 1000 m : Anton Ryahov - K-4 1000 m : Ilya Medvedev, Evgeny Salakhov, Anton Vasilev, Konstantin Vishnyakov - C-1 500 m : Maxim Opalev - C-1 1000 m : Viktor Melantiev - C-2 500 m : Aleksandr Kostoglod, Sergey Ulegin | Femmes - K-1 500 m : Juliana Salahova |

| Athlète               | Compétition | Éliminatoires  | Éliminatoires | Demi-finales   | Demi-finales | Finale A       | Finale A          |
| Athlète               | Compétition | Temps          | Rang          | Temps          | Rang         | Temps          | Rang              |
| --------------------- | ----------- | -------------- | ------------- | -------------- | ------------ | -------------- | ----------------- |
| Anton Ryakhov         | K1 500m     | 1 min 37 s 666 | 2e            | 1 min 42 s 968 | 2e           | 1 min 38 s 187 | 5e                |
| Anton Ryakhov         | K1 1000m    | 3 min 38 s 381 | 4e            | 3 min 37 s 017 | 5e           | -              | -                 |
| Ilya Medvedev         | K4 1000m    | 2 min 59 s 518 | 4e            | 3 min 00 s 459 | 1er          | 3 min 00 s 654 | 8e                |
| Evgeny Salakhov       | K4 1000m    | 2 min 59 s 518 | 4e            | 3 min 00 s 459 | 1er          | 3 min 00 s 654 | 8e                |
| Anton Vasilyev        | K4 1000m    | 2 min 59 s 518 | 4e            | 3 min 00 s 459 | 1er          | 3 min 00 s 654 | 8e                |
| Konstantin Vishnyakov | K4 1000m    | 2 min 59 s 518 | 4e            | 3 min 00 s 459 | 1er          | 3 min 00 s 654 | 8e                |
| Maksim Opalev         | C1 500m     | 1 min 47 s 849 | 1er           | NC             | NC           | 1 min 47 s 140 | Médaille d'or     |
| Viktor Melantev       | C1 1000m    | 4 min 03 s 316 | 5e            | 4 min 02 s 854 | 4e           | -              | -                 |
| Sergueï Ouleguine     | C2 500m     | 1 min 41 s 241 | 2e            | NC             | NC           | 1 min 41 s 025 | Médaille d'argent |
| Aleksandr Kostoglod   | C2 500m     | 1 min 41 s 241 | 2e            | NC             | NC           | 1 min 41 s 025 | Médaille d'argent |
| Sergueï Ouleguine     | C2 1000m    | 3 min 41 s 291 | 3e            | NC             | NC           | 3 min 44 s 669 | 8e                |
| Aleksandr Kostoglod   | C2 1000m    | 3 min 41 s 291 | 3e            | NC             | NC           | 3 min 44 s 669 | 8e                |

### Cyclisme

#### Route
| Hommes | Femmes |

| Athlète           | Compétition      | Temps         | Rang               |
| ----------------- | ---------------- | ------------- | ------------------ |
| Alexandr Kolobnev | Course en ligne  | 6 h 23 min 49 | Médaille de bronze |
| Vladimir Karpets  | Course en ligne  | 6 h 24 min 59 | 18e                |
| Denis Menchov     | Course en ligne  | 6 h 34 min 26 | 59e                |
| Sergueï Ivanov    | Course en ligne  | 6 h 39 min 42 | 77e                |
| Vladimir Karpets  | Contre-la-montre | 1 h 06 min 10 | 17e                |
| Denis Menchov     | Contre-la-montre | 1 h 06 min 10 | 19e                |

#### Piste
| Hommes | Femmes |

| Athlète          | Compétition | 1er round | Repêchage | Demi-Finales | Finale |
| Athlète          | Compétition | Rang      | Rang      | Rang         | Rang   |
| ---------------- | ----------- | --------- | --------- | ------------ | ------ |
| Denis Dmitriev   | Keirin      | 6e        | 3e        | -            | -      |
| Sergey Polynskiy | Keirin      | 5e        | 4e        | -            | -      |

| Athlète        | Compétition   | Qualification        | Qualification | 1/16 de finale (Repêchage)      | 1/8 de finale (Repêchage)       | Quart de finale                 | Demi-finale                     | Finale                          | Finale |
| Athlète        | Compétition   | Temps Vitesse (km/h) | Rang          | Adversaire Temps Vitesse (km/h) | Adversaire Temps Vitesse (km/h) | Adversaire Temps Vitesse (km/h) | Adversaire Temps Vitesse (km/h) | Adversaire Temps Vitesse (km/h) | Rang   |
| -------------- | ------------- | -------------------- | ------------- | ------------------------------- | ------------------------------- | ------------------------------- | ------------------------------- | ------------------------------- | ------ |
| Denis Dmitriev | Sprint hommes | 10 s 565             | 18e           | Hoy Défaite                     | -                               | -                               | -                               | -                               | -      |

| Athlète           | Compétition         | Qualification        | Qualification | Demi-finale                     | Finale                          | Finale |
| Athlète           | Compétition         | Temps Vitesse (km/h) | Rang          | Adversaire Temps Vitesse (km/h) | Adversaire Temps Vitesse (km/h) | Rang   |
| ----------------- | ------------------- | -------------------- | ------------- | ------------------------------- | ------------------------------- | ------ |
| Sergey Polyanskiy | Vitesse par équipes | 45 s 964             | 12e           | -                               | -                               | -      |
| Denis Dmitriev    | Vitesse par équipes | 45 s 964             | 12e           | -                               | -                               | -      |
| Sergey Kucherov   | Vitesse par équipes | 45 s 964             | 12e           | -                               | -                               | -      |

| Athlète              | Compétition                      | Qualification                   | Qualification                   | Demi-finales                   | Match pour le bronze         | Match pour le bronze | Finale                   | Finale |
| Athlète              | Compétition                      | Temps Vitesse                   | Rang                            | Adversaire Temps Vitesse       | Adversaire Temps Vitesse     | Rang                 | Adversaire Temps Vitesse | Rang   |
| -------------------- | -------------------------------- | ------------------------------- | ------------------------------- | ------------------------------ | ---------------------------- | -------------------- | ------------------------ | ------ |
| Alexander Serov      | Poursuite individuelle masculine | Escobar Victoire 4 min 23 s 732 | Escobar Victoire 4 min 23 s 732 | Wiggins Défaite 4 min 25 s 391 | -                            | -                    | -                        | -      |
| Alexei Markov        | Poursuite individuelle masculine | Wiggins Victoire 4 min 21 s 498 | Wiggins Victoire 4 min 21 s 498 | Tauler Victoire 4 min 22 s 308 | Burke Défaite 4 min 24 s 149 | 4e                   | -                        | -      |
| Alexei Markov        | Poursuite par équipes            | 4 min 06 s 518                  | 8e                              | Royaume-Uni Défaite + 1 Tour   | -                            | -                    | -                        | -      |
| Alexander Petrovskiy | Poursuite par équipes            | 4 min 06 s 518                  | 8e                              | Royaume-Uni Défaite + 1 Tour   | -                            | -                    | -                        | -      |
| Alexander Serov      | Poursuite par équipes            | 4 min 06 s 518                  | 8e                              | Royaume-Uni Défaite + 1 Tour   | -                            | -                    | -                        | -      |
| Nikolay Trusov       | Poursuite par équipes            | 4 min 06 s 518                  | 8e                              | Royaume-Uni Défaite + 1 Tour   | -                            | -                    | -                        | -      |
| Ievgueni Kovalev     | Poursuite par équipes            | 4 min 06 s 518                  | 8e                              | Royaume-Uni Défaite + 1 Tour   | -                            | -                    | -                        | -      |

| Athlète          | Compétition           | Points | Rang               |
| ---------------- | --------------------- | ------ | ------------------ |
| Mikhail Ignatiev | Course aux points     | 4      | 17e                |
| Mikhail Ignatiev | Course à l'américaine | 6      | Médaille de bronze |
| Alexei Markov    | Course à l'américaine | 6      | Médaille de bronze |

#### VTT
| Hommes - Yury Trofimov | Femmes - Irina Kalentieva - Vera Andreeva |

| Athlète       | Compétition              | Temps    | Rang |
| ------------- | ------------------------ | -------- | ---- |
| Yury Trofimov | Cross-country VTT hommes | + 2 Tour | 41e  |

#### BMX
| Hommes | Femmes |

### Escrime
| Hommes - épée - Anton Avdeev - Sabre - Stanislav Pozdniakov (individuel et par équipe) - Aleksey Yakimenko (individuel et par équipe) - Nikolay Kovalev (individuel et par équipe) - Aleksey Frosin (par équipe) | Femmes - épée - Tatiana Logounova - Lyubov Shutova - fleuret - Eugyenia Lamonova (individuel et par équipe) - Aida Chanaeva (individuel et par équipe) - Viktoria Nikichina (individuel et par équipe) - Svetlana Boiko (par équipe) - Sabre - Elena Netchaeva (individuel et par équipe) - Sofia Velikaïa (individuel et par équipe) - Ekaterina Dyachenko (individuel et par équipe) - Ekaterina Fedorkina (par équipe) |

| Athlète       | Compétition       | 1/32 de finale   | 1/16 de finale        | 1/8 de finale    | Quarts de finale | Demi-finales     | Match pour la médaille de bronze Matchs de classement 5-8 | Match pour la médaille de bronze Matchs de classement 5-8 | Finale           | Finale |
| Athlète       | Compétition       | Adversaire Score | Adversaire Score      | Adversaire Score | Adversaire Score | Adversaire Score | Rang                                                      | Adversaire Score                                          | Adversaire Score | Rang   |
| ------------- | ----------------- | ---------------- | --------------------- | ---------------- | ---------------- | ---------------- | --------------------------------------------------------- | --------------------------------------------------------- | ---------------- | ------ |
| Anton Avdeyev | Épée individuelle | NC               | Robeiri Défaite 11-15 | -                | -                | -                | -                                                         | -                                                         | -                | -      |

### Gymnastique
| Hommes - Maxim Devyatovsky - Anton Golotsutskov - Sergei Khorokhordin - Nikolai Kryukov - Alexander Pluzhnikov - Iouri Riazanov | Femmes - Ksenia Afanasieva - Ksenia Semenova - Anna Pavlova - Ekaterina Kramarenko - Daria Elizarova - Svetlana Klukina |

### Haltérophilie
| Hommes - 77 kg: Oleg Perepetchenov - 94 kg: Roman Konstantinov, Khadjimourad Akkaev - 105 kg: Dmitry Lapikov, Dmitriy Klokov - +105 kg: Evgeny Chigishev | Femmes - 58 kg: Marina Shainova - 63 kg: Svetlana Tsarukaeva - 69 kg: Oxana Slivenko - 75 kg: Nadezda Evstyukhina |

### Handball
L'équipe masculine est qualifiée grâce à sa deuxième place, derrière la Croatie, lors d'un des trois tournois de qualification olympique. L'équipe est éliminée en quart de finale par la France et termine à la 6e place.
L'équipe féminine est qualifiée grâce à son titre de Championne du monde 2007 et remporte la médaille d'argent à la suite de sa défaite en finale face à la Norvège.

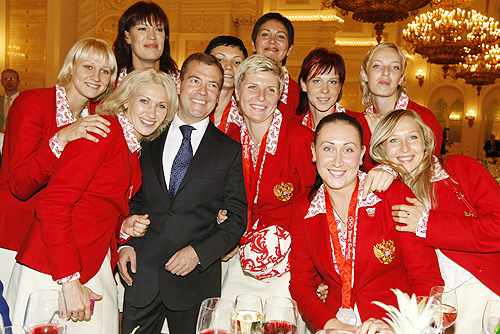
L'équipe féminine de handball au Kremlin avec le président Dmitri Medvedev

| Hommes - Alexeï Kostygov - Oleg Grams - Timour Dibirov - Edouard Kokcharov - Alexeï Rastvortsev - Alexeï Kamanine - Vitali Ivanov - Vassili Filippov - Valeri Miagkov - Denis Krivochlikov - Dimitri Kovalev - Konstantine Igropoulo - Samuel Aslanian - Alexandre Tchernoïvanov - Egor Evdokimov | Femmes - Inna Souslina - Maria Sidorova - Nigina Saïdova - Iana Ouskova - Ekaterina Marennikova - Emilia Toureï - Elena Dmitrieva - Anna Kareïeva - Lioudmila Postnova - Irina Bliznova - Elena Polenova - Oksana Romenskaïa - Natalia Chipilova - Ekaterina Andriouchina - Irina Poltoratskaïa |

### Judo
| Hommes - -60 kg : Ruslan Kishmahov - 60-66 kg : Alim Gadanov - 66-73 kg : Salamu Mezhidov - 73-81 kg : Alibek Bashkaev - 81-90 kg : Ivan Pershin - 90-100 kg: Ruslan Gasymov - +100 kg : Tamerlan Tmenov | Femmes - -48 kg: Ludmila Bogdanova - 48-52 kg: Anna Kharitonova - 57-63 kg: Vera Koval - 63-70 kg: Julia Kuzina - 70-78 kg: Vera Moskalyuk - +78 kg: Tea Dongouzachvili |

### Lutte
| Hommes - 55 kg libre: Besik Kudukhov - 60 kg libre: Mavlet Batirov - 66 kg libre: Irbek Farniev - 74 kg libre: Buvaisar Saitiev - 84 kg libre: Georgi Ketoev - 96 kg libre: Shirvani Muradov - 120 kg libre: Bakhtiyar Akhmedov - 55 kg gréco-romaine: Nazir Mankiev - 60 kg gréco-romaine: Islambek Albiev - 66 kg gréco-romaine: Sergey Kovalenko - 74 kg gréco-romaine: Varteres Samourgachev - 84 kg gréco-romaine: Alexey Mishine - 96 kg gréco-romaine: Aslanbek Khouchtov - 120 kg gréco-romaine:Khasan Baroyev | Femmes - 48 kg libre: Zamira Rakhmanova - 55 kg libre: Natalya Golts - 63 kg libre: Alena Kartashova - 72 kg libre: Elena Perepelkina |

### Sports aquatiques

#### Natation
| Hommes - 50 m: Andrey Grechin, Evgeny Lagunov - 100 m: Andrey Grechin, Evgeny Lagunov - 200 m: Danila Izotov, Alexander Sukhorukov - 400 m: Yury Prilukov, Nikita Lobintsev - 1500 m: Yury Prilukov, Nikita Lobintsev - relais 4×100 m: Andrey Grechin, Sergey Fesikov, Danila Izotov, Alexander Sukhorukov, Evgeny Lagunov, Andrey Kapralov - relais 4×200 m: Danila Izotov, Alexander Sukhorukov, Evgeny Lagunov, Mikhail Polishchuk, Nikita Lobintsev - 100 m brasse: Roman Sloudnov, Dmitry Komornikov - 200 m brasse: Grigory Falko, Alexei Zinoviev - 100 m papillon: Evgeny Korotyshkin, Nikolay Skvortsov - 100 m papillon: Arkady Vyatchanin, Stanislav Donets - 200 m papillon: Arkady Vyatchanin, Stanislav Donets - 200 4 nages: Alexander Tikhonov - 400 m 4 nages: Alexander Tikhonov, Andrey Krylov - relais 4 × 100 4 nages: à définir | Femmes - 100 m: Anastasia Aksenova - 200 m: Daria Belyakina - 400 m: Daria Belyakina - 800 m: Elena Sokolova - 100 m brasse: Yuliya Efimova, Elena Bogomazova - 200 m brasse: Yuliya Efimova, Olga Detenyuk - 100 m papillon: Natalia Soutiagina, Irina Bespalova - 200 m papillon: Irina Bespalova, Yana Martynova - 100 m dos: Anastasia Zueva, Ksenia Moskvina - 200 m dos: Anastasia Zueva, Stanislava Komarova - 200 m 4 nages: Svetlana Karpeeva - 400 m 4 nages: Yana Martynova, Svetlana Karpeeva - relais 4 × 100 4 nages: à définir |

#### Nage en eau libre
| Hommes - 10km: Vladimir Dyatchin, Evgeny Drattsev | Femmes - 10km: Larisa Ilchenko |

#### Natation synchronisée
- duo
  - Anastasia Davydova
  - Anastasia Ermakova
- équipe
  - Anastasia Davydova
  - Anastasia Ermakova
  - Natalia Ischenko
  - Svetlana Romashina
  - Maria Gromova
  - Elvira Khasyanova
  - Anna Shorina
  - Olga Kuzhela
  - Ielena Ovtchinnikova

### Pentathlon moderne
| Hommes - Andreï Moïsseïev - Ilia Frolov | Femmes - Evdokia Gretchichnikova - Tatiana Mouratova |

### Taekwondo
| Hommes | Femmes |

### Tennis
| Hommes - Simples - Nikolay Davydenko - Mikhail Youzhny - Dmitri Toursounov - Igor Andreev - doubles - Igor Andreev / Nikolay Davydenko | Femmes - Simples - Maria Sharapova (forfait) - Svetlana Kuznetsova - Elena Dementieva - Dinara Safina - doubles - Dinara Safina / Svetlana Kuznetsova - Elena Vesnina / Vera Zvonareva |

### Tennis de table
| Hommes - Simples - Alexei Smirnov - Fedor Kuzmin - doubles - Alexei Smirnov - Fedor Kuzmin - Dmitri Mazunov | Femmes - Svetlana Ganina - Irina Kotikhina - Oksana Fadeeva |

### Triathlon
| Hommes - Igor Sysoev - Alexander Bryukhankov - Dmitry Polyanskiy | Femmes - Irina Abysova - Olga Zaousailova |

### Volley-ball
L'équipe masculine est qualifiée grâce à sa deuxième place lors de la Coupe du monde de volley-ball masculin 2007.
L'équipe féminine est qualifiée grâce à sa première place lors du Tournoi de qualification olympique zone Europe.
| Hommes - Sergey Tetykhin - Alexander Kosarev - Sergey Grankin - Vadim Khamouttskikh - Alexander Volkov - Alexey Kuleshov - Alexey Verbov - Semen Poltavsky - 4 joueurs à désigner - Sélectionneur : Vladimir Alekno | Femmes - Marina Sheshenina - Marina Akulova - Ekaterina Gamova - Elena Godina - Evgenya Estes - Aleksandra Passynkova - Liubov Sokolova - Olga Fateeva - Natalia Alimova - Yulia Merkulova - Maria Borodakova - Ekaterina Kabeshova - Sélectionneur : Giovanni Caprara |

- Beach-volley

| Hommes - Dmitri Barsouk - Igor Kolodinsky | Femmes - Natalya Uryadova - Alexandra Shiryaeva |

### Water polo
| Femmes Sofia Konoukh - Valentina Vorontsova - Elena Smurova - Olga Belyaeva - Evgenia Soboleva - Ekaterina Pantyulina - Alena Vylegzhanina - Natalia Shepelina - Evgeniya Protsenko - Olga Turova - Iekaterina Prokofieva - Nadezhda Glyzina - Oleksandra Karpovich - Sélectionneur : Alexander Kleymenov |